# Municipio de Morgan (Illinois)
El municipio de Morgan (en inglés: Morgan Township) es un municipio ubicado en el condado de Coles en el estado estadounidense de Illinois. En el año 2010 tenía una población de 359 habitantes y una densidad poblacional de 5,23 personas por km².

## Geografía
El municipio de Morgan se encuentra ubicado en las coordenadas 39°35′53″N 88°6′34″O / 39.59806, -88.10944. Según la Oficina del Censo de los Estados Unidos, el municipio tiene una superficie total de 68.65 km², de la cual 68,58 km² corresponden a tierra firme y (0,11 %) 0,08 km² es agua.

## Demografía
Según el censo de 2010, había 359 personas residiendo en el municipio de Morgan. La densidad de población era de 5,23 hab./km². De los 359 habitantes, el municipio de Morgan estaba compuesto por el 98,33 % blancos, el 0,28 % eran afroamericanos, el 0,28 % eran de otras razas y el 1,11 % eran de una mezcla de razas. Del total de la población el 0,56 % eran hispanos o latinos de cualquier raza.